# Grande Prêmio de Detroit de 1986
Resultados do Grande Prêmio de Detroit de Fórmula 1 realizado em Detroit em 22 de junho de 1986. Sétima etapa do campeonato, foi vencido pelo brasileiro Ayrton Senna, da Lotus-Renault, com Jacques Laffite em segundo pela Ligier-Renault e Alain Prost em terceiro pela McLaren-TAG/Porsche.

## Resumo
Foi nessa corrida que Ayrton Senna registrou a sua marca de carregar a bandeira brasileira após a vitória.
Foi o último pódio na carreira de Jacques Laffite.

## Classificação

### Treinos oficiais
| Pos.    | N.º | Piloto             | Construtor             | Q1       | Q2        | Grid     |
| ------- | --- | ------------------ | ---------------------- | -------- | --------- | -------- |
| 1       | 12  | Ayrton Senna       | Lotus-Renault          | 1:40.301 | 1:38.301  | —        |
| 2       | 5   | Nigel Mansell      | Williams-Honda         | 1:39.490 | 1:38.839  | + 0.538  |
| 3       | 6   | Nelson Piquet      | Williams-Honda         | 1:41.510 | 1:39.076  | + 0.775  |
| 4       | 25  | René Arnoux        | Ligier-Renault         | 1:43.166 | 1:39.689  | + 1.388  |
| 5       | 28  | Stefan Johansson   | Ferrari                | 1:42.989 | 1:40.312  | + 2.011  |
| 6       | 26  | Jacques Laffite    | Ligier-Renault         | 1:45.236 | 1:40.676  | + 2.375  |
| 7       | 1   | Alain Prost        | McLaren-TAG/Porsche    | 1:43.368 | 1:40.715  | + 2.414  |
| 8       | 7   | Riccardo Patrese   | Brabham-BMW            | 1:43.664 | 1:40.819  | + 2.518  |
| 9       | 2   | Keke Rosberg       | McLaren-TAG/Porsche    | 1:43.732 | 1:40.848  | + 2.547  |
| 10      | 16  | Eddie Cheever      | Haas Lola-Ford         | 1:46.499 | 1:41.540  | + 3.239  |
| 11      | 27  | Michele Alboreto   | Ferrari                | 1:44.296 | 1:41.606  | + 3.305  |
| 12      | 20  | Gerhard Berger     | Benetton-BMW           | 1:43.759 | 1:41.836  | + 3.535  |
| 13      | 18  | Thierry Boutsen    | Arrows-BMW             | 1:45.711 | 1:42.279  | + 3.978  |
| 14      | 11  | Johnny Dumfries    | Lotus-Renault          | 1:45.846 | 1:42.511  | + 4.210  |
| 15      | 8   | Derek Warwick      | Brabham-BMW            | 1:44.890 | 1:42.558  | + 4.257  |
| 16      | 3   | Martin Brundle     | Tyrrell-Renault        | 1:45.250 | 1:42.815  | + 4.514  |
| 17      | 19  | Teo Fabi           | Benetton-BMW           | 1:48.912 | 1:43.658  | + 5.357  |
| 18      | 4   | Philippe Streiff   | Tyrrell-Renault        | 1:47.478 | 1:43.796  | + 5.495  |
| 19      | 17  | Christian Danner   | Arrows-BMW             | 1:48.855 | 1:44.259  | + 5.958  |
| 20      | 14  | Jonathan Palmer    | Zakspeed               | 1:49.812 | 1:44.401  | + 6.100  |
| 21      | 15  | Alan Jones         | Haas Lola-Ford         | 1:45.521 | 1:44.450  | + 6.149  |
| 22      | 21  | Piercarlo Ghinzani | Osella-Alfa Romeo      | 1:49.067 | 1:45.059  | + 6.758  |
| 23      | 23  | Andrea de Cesaris  | Minardi-Motori Moderni | 1:47.359 | 1:46.705  | + 8.404  |
| 24      | 24  | Alessandro Nannini | Minardi-Motori Moderni | 1:47.230 | 11:12.906 | + 8.929  |
| 25      | 22  | Allen Berg         | Osella-Alfa Romeo      | 1:56.741 | 1:48.682  | + 10.381 |
| 26      | 29  | Huub Rothengatter  | Zakspeed               | 1:49.680 | 29:44.015 | + 11.379 |
| Fontes: |     |                    |                        |          |           |          |

### Corrida
| Pos.    | Nº | Piloto             | Construtor             | Voltas | Tempo/Diferença | Grid | Pontos |
| ------- | -- | ------------------ | ---------------------- | ------ | --------------- | ---- | ------ |
| 1       | 12 | Ayrton Senna       | Lotus-Renault          | 63     | 1:51:12.847     | 1    | 9      |
| 2       | 26 | Jacques Laffite    | Ligier-Renault         | 63     | + 31.017        | 6    | 6      |
| 3       | 1  | Alain Prost        | McLaren-TAG/Porsche    | 63     | + 31.824        | 7    | 4      |
| 4       | 27 | Michele Alboreto   | Ferrari                | 63     | + 1:30.936      | 11   | 3      |
| 5       | 5  | Nigel Mansell      | Williams-Honda         | 62     | + 1 volta       | 2    | 2      |
| 6       | 7  | Riccardo Patrese   | Brabham-BMW            | 62     | + 1 volta       | 8    | 1      |
| 7       | 11 | Johnny Dumfries    | Lotus-Renault          | 61     | + 2 voltas      | 14   |        |
| 8       | 14 | Jonathan Palmer    | Zakspeed               | 61     | + 2 voltas      | 20   |        |
| 9       | 4  | Philippe Streiff   | Tyrrell-Renault        | 61     | + 2 voltas      | 18   |        |
| 10      | 8  | Derek Warwick      | Brabham-BMW            | 60     | + 3 voltas      | 15   |        |
| Ret     | 17 | Christian Danner   | Arrows-BMW             | 51     | Pane elétrica   | 19   |        |
| Ret     | 25 | René Arnoux        | Ligier-Renault         | 46     | Acidente        | 4    |        |
| Ret     | 18 | Thierry Boutsen    | Arrows-BMW             | 44     | Acidente        | 13   |        |
| Ret     | 23 | Andrea de Cesaris  | Minardi-Motori Moderni | 43     | Câmbio          | 23   |        |
| Ret     | 6  | Nelson Piquet      | Williams-Honda         | 41     | Acidente        | 3    |        |
| Ret     | 28 | Stefan Johansson   | Ferrari                | 40     | Pane elétrica   | 5    |        |
| Ret     | 19 | Teo Fabi           | Benetton-BMW           | 38     | Câmbio          | 17   |        |
| Ret     | 16 | Eddie Cheever      | Haas Lola-Ford         | 37     | Direção         | 10   |        |
| Ret     | 15 | Alan Jones         | Haas Lola-Ford         | 33     | Direção         | 21   |        |
| Ret     | 22 | Allen Berg         | Osella-Alfa Romeo      | 28     | Pane elétrica   | 25   |        |
| Ret     | 3  | Martin Brundle     | Tyrrell-Renault        | 15     | Pane elétrica   | 16   |        |
| Ret     | 21 | Piercarlo Ghinzani | Osella-Alfa Romeo      | 14     | Turbo           | 22   |        |
| Ret     | 2  | Keke Rosberg       | McLaren-TAG/Porsche    | 12     | Transmissão     | 9    |        |
| Ret     | 20 | Gerhard Berger     | Benetton-BMW           | 8      | Motor           | 12   |        |
| Ret     | 24 | Alessandro Nannini | Minardi-Motori Moderni | 3      | Turbo           | 24   |        |
| Ret     | 29 | Huub Rothengatter  | Zakspeed               | 0      | Pane elétrica   | 26   |        |
| Fontes: |    |                    |                        |        |                 |      |        |

## Tabela do campeonato após a corrida
| Pos.    | Piloto        | Pontos |
| ------- | ------------- | ------ |
| 1       | Ayrton Senna  | 36     |
| 2       | Alain Prost   | 33     |
| 1       | Nigel Mansell | 29     |
| 4       | Nelson Piquet | 19     |
| 5       | Keke Rosberg  | 14     |
| Fontes: |               |        |

| Pos.    | Construtor          | Pontos |
| ------- | ------------------- | ------ |
| 1       | Williams-Honda      | 48     |
| 2       | McLaren-TAG/Porsche | 47     |
| 3       | Lotus-Renault       | 36     |
| 4       | Ligier-Renault      | 19     |
| 5       | Ferrari             | 13     |
| Fontes: |                     |        |

- Nota: Somente as primeiras cinco posições estão listadas. Entre 1981 e 1990 cada piloto podia computar onze resultados válidos por temporada não havendo descartes no mundial de construtores.